# 天主教春川教區
天主教春川教區（拉丁語：Dioecesis Chuncheonensis）是韓國一個羅馬天主教教區，屬首爾總教區。範圍包括北韓江原道、韓國京畿道的兩個郡和江原道的中部地區。自2005年起，兼咸興教區的宗座署理。
座堂位於春川市。2007年，有73,366名教友，估轄區總人口6.2%，有49個堂區、92名司鐸、37名修士、230名修女。
1939年設宗座代牧區。1962年3月10日被升為教區。榮休主教張益是韓國前副總統、總理張勉的兒子。